# Plum Springs, Kentucky
Plum Springs är en ort i Warren County i delstaten Kentucky, USA.